# UNEF

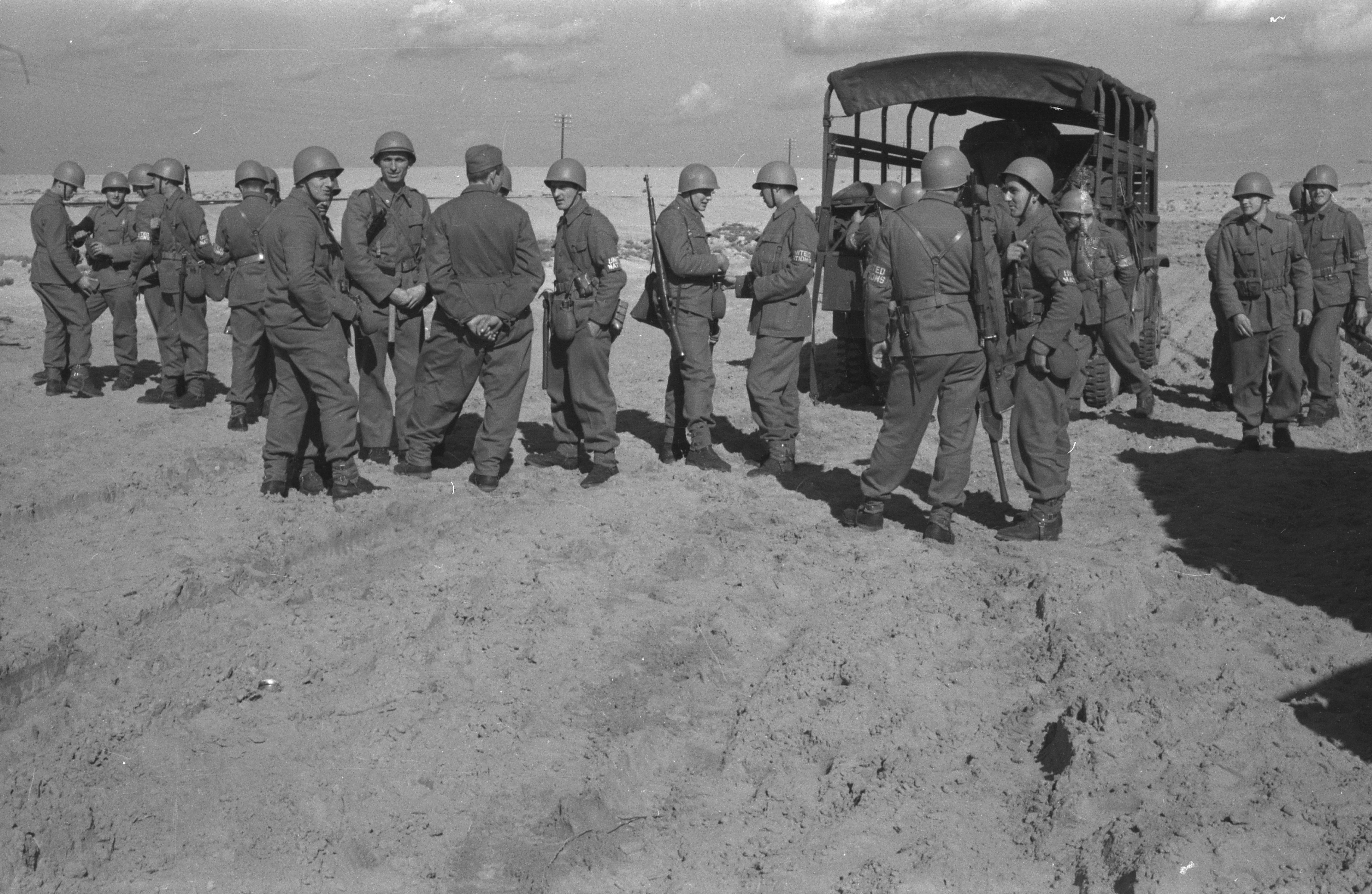
Soldati della forza di emergenza delle Nazioni Unite nel Sinai durante la crisi di Suez

La prima Forza di emergenza delle Nazioni Unite (UNEF) fu stabilita dall'Assemblea generale delle Nazioni Unite per mettere fine alla crisi di Suez con la risoluzione 1001 (ES-I) del 7 novembre 1956, in larga misura come risultato degli sforzi del segretario generale Dag Hammarskjöld e del ministro agli Affari Esteri canadese Lester Pearson. La missione della prima forza militare delle Nazioni Unite era di:
Poiché le risoluzioni operative dell'ONU non erano passate sotto il capitolo VII dello Statuto delle Nazioni Unite, lo schieramento di una forza militare doveva essere approvato dall'Egitto. Dopo negoziati multilaterali con l'Egitto, dieci nazioni offrirono il proprio contributo alla forza: Brasile, Canada, Colombia, Danimarca, Finlandia, India, Indonesia, Norvegia, Svezia e Jugoslavia. Supporto fu anche offerto da Stati Uniti d'America, Italia e Svizzera. Le prime forze arrivarono al Cairo il 15 novembre e l'UNEF raggiunse la sua piena forza di 6.000 uomini nel febbraio del 1957. La forza fu schierata totalmente in aree designate intorno al canale, nel Sinai e Gaza quando Israele ritirò le sue ultime truppe da Rafah l'8 marzo 1957. Il segretario generale cercò di collocare le forze dell'UNEF sul fronte israeliano delle linee di armistizio del 1949, ma ciò fu rifiutato da Israele.
La missione fu realizzata in quattro fasi:
1. nel novembre e dicembre del 1956, la forza facilitò l'ordinata transizione nell'area del Canale di Suez quando le truppe inglesi e francesi andarono via;
2. dal dicembre del 1956 al marzo del 1957, la forza facilitò la separazione delle truppe israeliane ed egiziane e l'evacuazione israeliana da tutte le aree conquistate durante la guerra, ad eccezione di Gaza e Sharm el-Sheikh;
3. nel marzo del 1957, la forza facilitò la partenza delle forze israeliane da Gaza e Sharm el-Sheikh;
4. lo schieramento lungo i confini per scopi di sorveglianza. Questa fase finì nel maggio del 1967.